# أودوليموماب
أودوليموماب هو جسم مضاد وحيد النسيلة فأري في طور الدراسة لعلاج رفض الطعم وبعض أمراض المناعة المختلفة.